# Корча
Корча или Горица (алб. Korçë, Korça, мкд. Горица, цинц. Curceaua) је град на југоистоку Албаније у истоименом округу. По попису из 2023. било је 43.254 становника.
Град је удаљен око 30 километара од грчке границе. Налази се у планинама северног Епира, на плодној висоравни висине око 850 m.
Поред албанске већине у граду живи много Аромуна, Грка. Многи Албанци су православне вероисповести. Године 1913. у Корчи је живело 16.000 људи, од тога 11.000 Грка и 4000 Албанаца.

## Прошлост
Корча је припала Албанији тек 1920. године. Њен ранији српски назив је био Горица, и према том градићу претензије је показивала Грчка. Али за време Првог светског рата, трупе генерала Сараја су наредиле евакуацију Грка. Корча је добила известан аутономни статус, са својим бираним Саветом и новом администрацијом. Од средњовековног села, захваљујући емигрантима у Америци, (који су помагали) градић је просперирао. То је тридесетих година 20. века врло жива трговачка, по европски удешена модерна варош на важном трговачком путу. Место 1932. године красе: електрично осветљење, водовод, два парка са кафаном, француски Лицеј, два биоскопа, библиотека, разни спортски клубови (тенис, фудбал), певачко друштво "Лира", корзо и чак 12 лекара и слично. Омладина се спремала да подигне заслужном националном борцу Темистоклу Герменију споменик. Пошто је већина становника православне вере, доминирају православне цркве Св. Ђорђа и Св. Спаса. Земљотрес који је 1931. године погодио Корчу знатно их је оштетио. Французи су допринели развоју места, ту се среће развијена текстилна индустрија; производе се свилене кошуље, дамски шешири, фина обућа.
Подигнут је од стране државе у Корчи 1932. године споменик борцима палим за слободу Албаније. Аутор споменика био је млади албански вајар Паскалиј од Хиза.

## Срби у Корчи
Две трећине становника су пре Другог светског рата били православци. Одувек је ту била заједница Срба "који говоре јужносрбијанским наречјем". Гостовало је 1926. године битољско Певачко друштво "Мокрањац" у Корчи. Извели су два концерта и певали у тамошњој православној цркви са хоровођом поп Мирком Павловићем. Марија Ђорђевић модисткиња радила је у тамошњој албанској фабрици дамских шешира 1932. године. Ту се у Корчи налази и лепо уређено српско војничко гробље, са посмртним остацима 37 српских војника погинулих у рату. О гробљу је прво водио рачуна један чувар, да би бригу преузео конзулат Краљевине СХС. Српски конзулат је ту отворен у лето 1916. године, а за првог конзула је постављен Богдан Раденковић. Конзул у Корчи био је 1930. године Славко Којић, а након погибије - утапања његове супруге на Охридском језеру, заменио га је Александар Анић.
У Корчи је у другој половини 19. века живео и радио књижар Андрија П. Детић. Он се јавља јула 1895. године као један од приложника за српску школу "Дом науке" у Солуну. У тој српској књижарници се 1899-1904. године могао узети српски календар "Голуб", који је излазио у Цариграду.-->
За време Првог светског рата 1916. године српска војна команда је послала у Корчу, као агента Богдана Раденковића. Један од главних организатора српске комитске организације је добио задатак да у Корчи и околини, створи систем обавештајаца, који ће у непријатељској позадини стварати услове за брже ослобођење српске државе. Деловао је прикривено као српски конзул у Корчи.

## Становништво
| Година       |
| Становништво |
| ------------ |

## Партнерски градови
- Јањина
- Солун
- Клуж-Напока
- Косовска Митровица
- Верона
- Лос Алказарес
- Шепартон